# محطة ترام ويست الغربية
محطة ترام ويست الغربية هي محطة ترام تقع على طريق اكليس الرئيسي في مانشستر الكبرى للسكك الحديدية. وافتتح هذا المشروع للركاب في 12 حزيران 1999 كجزء من المرحلة الثانية من توسيع الشبكة. ويقع في المنطقة الغربية من مدينة سالفورد في الشمال الغربي من إنجلترا. تقع محطة ترام ويست على مقربة من الطريق السريع وذي ويلوس، وهو الملعب السابق لمدينة سالفورد ريدس.

## الخدمات
12 دقيقة خدمة لخط اشتون(عن طريق ميديا سايتيوك). دقيقة خدمة لخط ايكلس.

## ربط خطوط الحافلات
تقدم محطة ويست لخدمة مانشستر  العظمى الأولى 27 والتي تمتد  إلى سوينتون ومانشستر عبر بندلتون، وخدمة 33 الأولى والتي تمتد إلى مانشستر وإلى ورسله عبر ايكلس، والأحد رحلات مسائية مستمرة إلى ويجون عبر اثيرتون وخدمة 63 الأولى والتي تمتد إلى مانشستر وإلى بروخورس عبر ايكلس
1. ↑  "Transport for Greater Manchester - Journey Planning - Network Maps". Transport for Greater Manchester. مؤرشف من الأصل في 2012-07-07. اطلع عليه بتاريخ 2011-07-09.

## روابط خارجية
- Weaste Stop Information
- Weaste area map